# Gerard Davis
Gerard Davis (ur. 25 września 1977) – nowozelandzki piłkarz, grający podczas kariery na pozycji obrońcy.

## Kariera klubowa
Gerard Davis rozpoczął karierę w USA w uniwersyteckim klubie Stanford University w 1996 roku. W latach 2000–2001 był zawodnikiem występującego w National Soccer League Football Kingz. W 2002 roku miał epizod w Europie, kiedy to występował w Finlandii w klubie Tampere United. Po powrocie na Nową Zelandię występował jeszcze Eastern Suburbs, Waitakere United i Glenfield Rovers, w którym zakończył karierę w 2009 roku.

## Kariera reprezentacyjna
W reprezentacji Nowej Zelandii Davis zadebiutował 21 czerwca 2000 w wygranym 3-1 meczu z Vanuatu podczas Pucharze Narodów Oceanii, na którym Nowa Zelandia zajęła drugie miejsce. W 2001 roku uczestniczył w eliminacjach Mistrzostw Świata 2002. W 2002 roku po drugi wystąpił w Pucharze Narodów Oceanii, który Nowa Zelandia wygrała. Davis wystąpił we wszystkich pięciu meczach z Tahiti, Papuą-Nową Gwineą, Wyspami Salomona, Vanuatu i Australią.
W 2003 roku wystąpił w Pucharze Konfederacji, na którym Nowa Zelandia odpadła w fazie grupowej. Na turnieju we Francji wystąpił we wszystkich trzech meczach z Japonią, Kolumbią i Francją. Oostatni raz w reprezentacji wystąpił 12 października 2003 w przegranym 0-3 meczu z Iranem. Ogółem w latach 2000–2003 w reprezentacji wystąpił w 23 meczach.